# Butanier

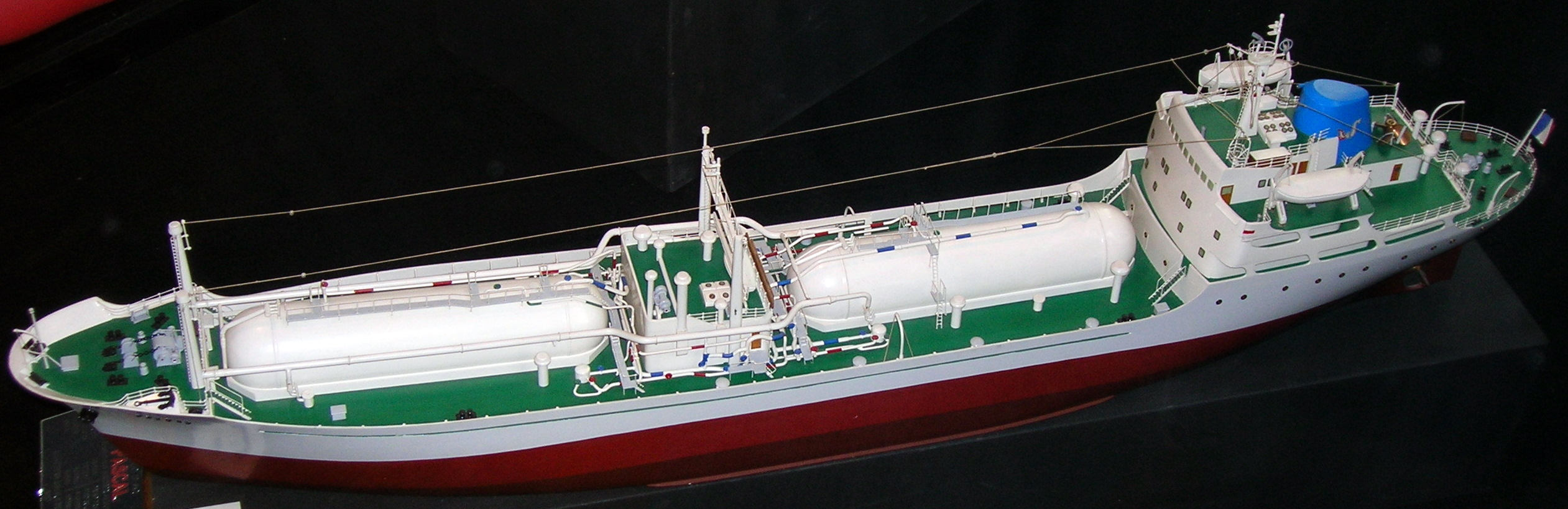
Maquette du butanier Pascal de 1967. Musée de la Marine, Paris.

Un butanier est un navire-citerne spécialement équipé pour le transport des gaz de pétrole liquéfiés (GPL), le butane et le propane. Ces navires peuvent aussi être utilisés pour transporter d'autres gaz tel l'ammoniac,  le propylène et le chlorure de vinyle.

## Architecture

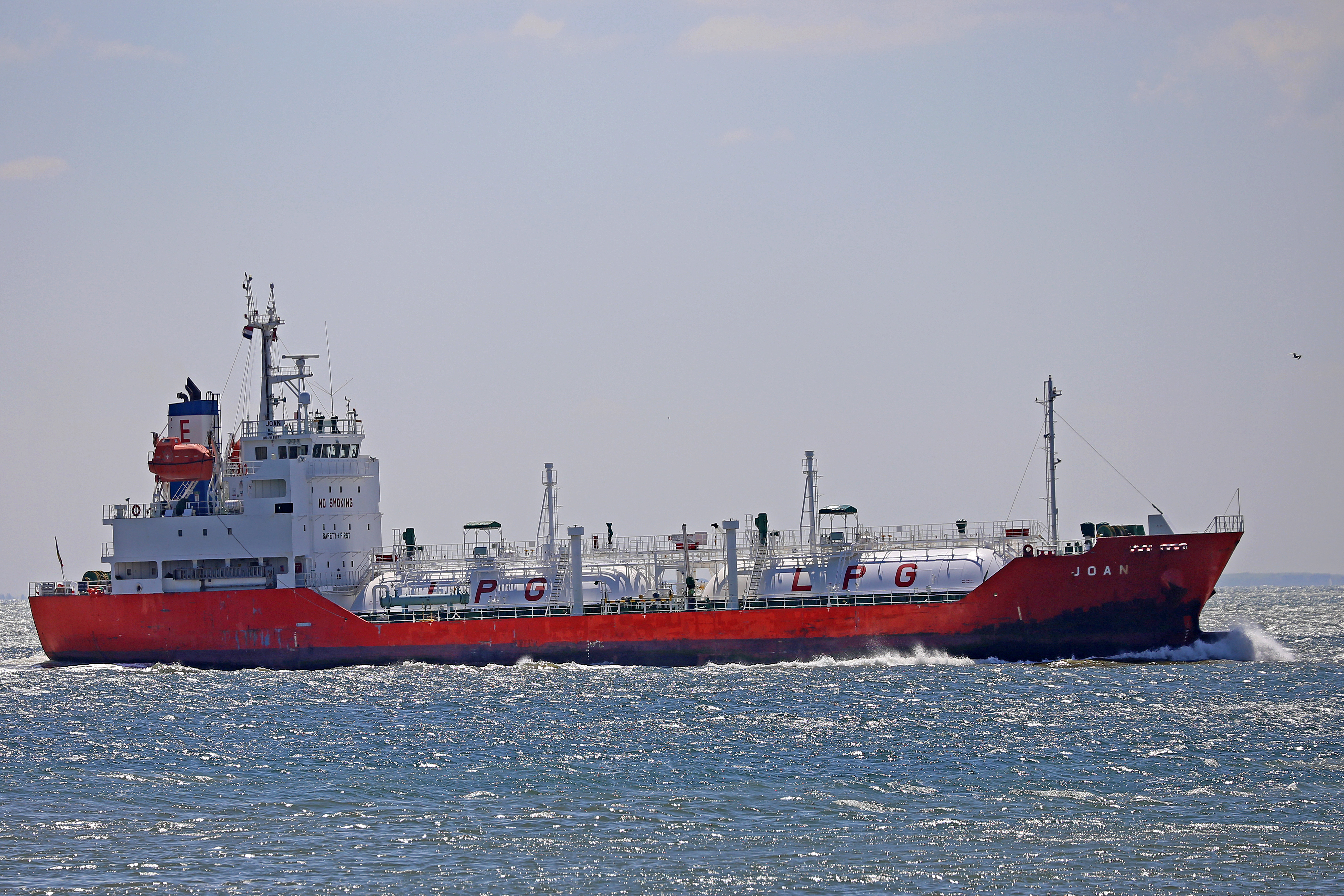
Butanier

Pour augmenter la densité de gaz transporté, les butaniers transportent le gaz de trois manières différentes. Ces architecture dépendent principalement de la taille des navires.
- Butanier à gaz pressurisé: Principalement utilisé pour des cargos inférieur à 4 000 m3.
- Butanier semi-réfrigéré: Pour les navires jusqu'à 7 500 m3
- Butanier réfrigéré: Pour tous les navires au-dessus de 7 500 m3[3].